# Ministério da Ciência, Tecnologia e Ensino Superior
O Ministério da Ciência, Tecnologia e Ensino Superior (MCTES) foi o departamento governativo de Portugal responsável pela Ciência, Tecnologia e Ensino Superior.
O MCTES tem origem no Ministério da Ciência e Tecnologia, criado em 1995. Em 2002, passou a tutelar o ensino superior - até aí tutelado pelo Ministério da Educação, tutela esta que passou novamente para o Ministério da Educação em 2011 - passando a designar-se "Ministério da Ciência e Ensino Superior". Depois disso, apesar ter mantido as mesmas competências, mudou várias vezes de designação - acompanhando as mudanças de titulares - passando a "Ministério da Ciência, Inovação e Ensino Superior" em 2004 e "Ministério da Ciência, Tecnologia e Ensino Superior" em 2005.
Em 2015, com o XXI Governo Constitucional, a Ciência e o Ensino Superior foram novamente autonomizados em relação ao Ministério da Educação.

## Organização
O MCTES incluía:
- Ministro da Ciência, Tecnologia e Ensino Superior
  - Orgãos consultivos e comissões:
    - Conselho Coordenador de Ciência e Tecnologia
    - Conselho Coordenador do Ensino Superior

  - Suporte à governação:
    - Gabinete de Planeamento
    - Inspeção-Geral da Ciência e Ensino Superior
    - Controlador Financeiro

  - Suporte à gestão de recursos:
    - Secretaria-Geral

  - Serviços operacionais:
    - Direção-Geral do Ensino Superior
    - Fundação para a Ciência e Tecnologia
    - UMIC - Agência para a Sociedade do Conhecimento
    - Centro Científico e Cultural de Macau
    - Instituto de Investigação Científica Tropical
    - Instituto de Meteorologia
    - Instituto Tecnológico e Nuclear

  - Instituições de ensino superior:
    - Universidades, institutos politécnicos e outros estabelecimento de ensino superior
    - Academia das Ciências de Lisboa
    - Agência para a Acreditação do Ensino Superior
    - Estádio Universitário de Lisboa

## Ministros
- Ministro da Ciência e Tecnologia:
  - José Mariano Rebelo Pires Gago (1995 - 2002)

- Ministros da Ciência e Ensino Superior:
  - Pedro Lynce (2002 - 2004)
  - Maria da Graça Martins da Silva Carvalho (2004)

- Ministra da Ciência, Inovação e Ensino Superior:
  - Maria da Graça Martins da Silva Carvalho (2004 - 2005)

- Ministro da Ciência, Tecnologia e Ensino Superior:
  - José Mariano Rebelo Pires Gago (2005 - 2011)

- Ministro da Educação e Ciência
  - Nuno Paulo de Sousa Arrobas Crato (2011 - 2015)

- Ministra da Educação e Ciência
  - Margarida Isabel Mano Tavares Simões Lopes (2015)

- Ministro da Ciência, Tecnologia e Ensino Superior:
  - Manuel Heitor [2015 - 2022]

- Ministra da Ciência, Tecnologia e Ensino Superior:
  - Elvira Fortunato [2022 - 2024]
- Ministro da Educação, Ciência e Inovação:
  - Fernando Alexandre [2024 - presente]